# Victoria (Brașov)
Victoria (pronunciat en romanès: [vikˈtori.a]; en alemany: Viktoriastadt; en hongarès: Viktóriaváros) és una ciutat a la part occidental del comtat de Brașov, Transsilvània, Romania, a prop de les muntanyes Făgăraș.
Segons el cens del 2011 tenia 7.067 habitants.
El 1939, l'estat romanès va signar un contracte amb l'empresa alemanya Ferrostaal d'Essen per construir una fàbrica (anomenada "Ucea") al lloc de l'actual Victoria. El contracte es va cancel·lar després que Romania declarés la guerra a Alemanya el 1944, durant la Segona Guerra Mundial.
L'edifici de la ciutat va començar el 1949 i tenia els noms provisionals de "Colonia Ucea" i "Ucea Roșie" (Ucea vermella), que es va canviar el novembre de 1954 per Victoria.

## Clima
Victoria té un clima continentfal càlid i estiu humit (Dfb a la classificació climàtica de Köppen).

## Ciutats germanes
- Chevilly-Larue, França (1994)
- Utrechtse Heuvelrug, Països Baixos (2005)
- Lariano, Itàlia (2007)

## Fills il·lustres
- Cosmin Băcilă
- Iulian Popa